# Vô Trước

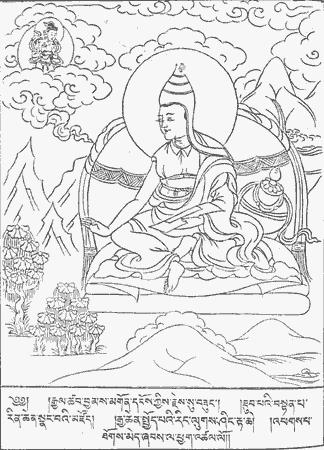
Đại luận sư Vô Trước, được trình bày với ấn Sa-môn (sa. śramaṇa-mudrā, dấu hiệu của sự đoạn niệm, từ bỏ, thoát li). Sư mang một mũ đầu nhọn, dấu hiệu tượng trưng cho một Học giả (sa. paṇḍita), ba vòng trên mũ là dấu hiệu của một Pháp sư tinh thông Tam tạng. Bình đất đựng nước phía sau cho biết rằng, Sư là một luận sư Ấn Độ, xứ nóng. Bình đất đựng nước có công dụng giữ nước mát dưới ánh nắng gắt vì nước có thể bốc hơi một ít qua vành đất nung và giảm nhiệt. Các luận sư Tây Tạng không được trình bày với bình đất vì họ là người xứ lạnh, chỉ uống trà.

Vô Trước hay Asaṅga (tiếng Phạn: Asaṅga, tiếng Tạng tiêu chuẩn: ཐོགས་མེད།, Wylie: thogs med, tiếng Trung: 無著; pinyin: Wúzhuó; Romaji: Mujaku; 300-370), là một Đại luận sư của Phật giáo Ấn Độ, người sáng lập Duy thức tông (sa. vijñānavādin). Sư không hiểu được quan điểm của Long Thụ (sa. nāgārjuna) về tính Không, dù theo truyền thuyết thì sư đã được vị A-la-hán Pindola giảng giải về vấn đề này. Sư chỉ hiểu rõ tính không sau khi được Bồ Tát Di Lặc trực tiếp giáo hoá. Có một số luận sư cho rằng Di Lặc này là một nhân vật lịch sử với tên Maitreyanatha (sa. maitreyanātha).

## Thời niên thiếu
Asaṅga có cha là một người giai cấp Kṣatriya (Sát-đế-lỵ) và mẹ là giai cấp Brahmin (Bà-la-môn) ở Puruṣapura (ngày nay là Peshawar, Pakistan), vào thời điểm đó là một phần của vương quốc cổ Gandhāra. Các học giả đương thời cho rằng ông sinh ra vào khoảng thế kỷ thứ tư CN. Ông đầu tiên có lẽ đi theo trường phái Mahīśāsaka (Hoá Địa bộ) hay Mūlasarvāstivāda (Căn bản thuyết nhất thiết hữu bộ) nhưng sau này đã theo Mahāyāna (Đại thừa). Theo vài học giả, nền tảng cho những bài luận vi diệu pháp của Asaṅga có nhiều dấu tích của trường phái Mahīśāsaka. André Bareau viết:
Đủ để thấy rằng Asaṅga là một tu sĩ phái Mahīśāsaka hồi còn trẻ, và rằng ông đã đem phần lớn những quan điểm học thuyết phù hợp của phái này vào trong tác phẩm của ông sau khi ông trở thành một đại luận sư của trường phái Mahāyāna, khi ông tạo nên cái có thể cho là một Abhidharma-piṭaka (Luận tạng) mới và của Mahāyāna.
Theo ghi chép của ngài Huyền Trang trong chuyến du hành Ấn Độ của mình thì Asaṅga ban đầu là một tu sĩ phái Mahīśāsaka, những sớm đã chuyển hướng theo Mahāyāna. Asaṅga có một người em là Vasubandhu (Thế Thân), vốn là một vị sư theo trường phái Sarvāstivāda (Nhất thiết hữu bộ). Vasubandhu được cho là đã ngã về Phật giáo Mahāyāna sau khi gặp Asaṅga và trở thành môn đồ của Asaṅga.

## Thiền định và thuyết giảng
Asaṅga dành nhiều năm thiền định nghiêm túc, trong thời gian này, truyền thống Đại thừa cho rằng ông thường viếng thăm cõi trời Tuṣita (Đâu-suất) để thọ pháp từ Bồ tát Maitreya (Di Lặc hay Từ Thị). Những cõi trời như là Tuṣita được cho là có thể đến được thông qua thiền định và những câu truyện này được nhắc đến trong những tác phẩm của nhà sư Phật giáo Ấn Độ Paramārtha, sống vào khoảng thế kỷ thứ 6 CN. Ngài Huyền trang cũng kể những câu chuyện tương tự:
Trong khu vườn xoài khoảng 5 hay 6 dặm về phía tây-nam của thành phố (Ayodhya), có một tu viện cũ nơi mà Bồ tát Asaṅga đã thọ lãnh giáo pháp và thuyết giảng quần chúng. Vào buối tối ông đến cõi trời Tuṣita để học Yogācārabhūmi-śāstra (Du-già Sư địa luận); Mahāyāna-sūtra-alaṃkāra-śāstra (Đại thừa Trang nghiêm kinh luận), Madhyānta-vibhāga-śāstra (Biện trung biên luận),... với Bồ tát Maitreya. Còn vào ban ngày ông thuyết giảng những giáo lý kỳ vỹ này cho tứ chúng.
Asaṅga tiếp tục viết nhiều tác phẩm luận Yogācāra quan trọng như là Yogācārabhūmi-śāstra, Mahāyānasaṃgraha và Abhidharma-samuccaya và nhiều tác phẩm khác, dù rằng có những điểm dị biệt giữa hai truyền thống Tây Tạng và Trung Hoa về tác phẩm nào là của ông tác phẩm nào là của Maitreya.
Theo Walpola Rahula, tư tưởng của Abhidharma-samuccaya lại gần Tạng Kinh Pali hơn là Abhidhama của phái Theravāda.

## Tác phẩm
Các tác phẩm quan trọng của Vô Trước là Du-già sư địa luận, Đại thừa trang nghiêm kinh luận, Đại thừa a-tì-đạt-ma tập luận và Nhiếp đại thừa luận, một bộ luận viết bằng văn vần trình bày giáo pháp của Duy thức tông, hiện nay chỉ còn bản dịch chữ Hán và chữ Tây Tạng. Tác phẩm này gồm có mười chương và bàn luận các điểm sau:
- A-lại-da thức;
- Lý thuyết cho rằng tất cả thế giới đều từ tâm thức hiện nên, thuần tuý duy tâm (sa. cittamātra);
- Cách chứng ngộ được thuyết này;
- Các hạnh Ba-la-mật;
- Thập địa;
- Giới;
- Thiền định;
- Bát-nhã;
- Trí huệ siêu việt vô phân biệt;
- Tam thân (sa. trikāya).

Có thuyết cho rằng, Sư cũng là tác giả của Bí mật tập hội (sa. guhyasamāja-tantra), một tác phẩm quan trọng thuộc hệ Vô thượng du-già, và nếu vậy Sư giữ một vị trí quan trọng trong Mật tông Phật giáo.
Các tác phẩm còn lưu lại dưới tên Sư hoặc dưới tên Di-lặc (trích):
1. Hiển dương thánh giáo luận (sa. prakaraṇāryaśāsana-śāstra, ārya-śāsana-prakaraṇaśāstra), 20 quyển, Huyền Trang dịch;
2. Du-già sư địa luận (sa. yogācārabhūmi-śāstra), 100 quyển, Huyền Trang dịch;
3. Nhiếp đại thừa luận (sa. mahāyānasaṃgraha), 3 quyển, Chân Đế dịch;
4. Đại thừa a-tì-đạt-ma tập luận (sa. abhidharma-samuccaya), 7 quyển, Huyền Trang dịch;
5. Đại thừa kinh trang nghiêm luận tụng (sa. mahāyāna-sūtralaṅkāra-kārikā), 13 quyển, Ba-la-phả-mật-đa-la (sa. prabhakāramitra) dịch, cũng có bản Phạn và Tạng ngữ;
6. Thuận trung luận (sa. madhyāntānusāra-śāstra), 2 quyển, Bát-nhã Lưu-chi (sa. prajñāruci) dịch;
7. Năng đoạn kim cương bát-nhã-ba-la-mật-đa kinh luận tụng (2 bản, sa. āryabhagavatī-prajñāpāramitā-vajracchedikā-saptārtha-ṭīkā và triśatikāyā-prajñāpāramitāyā-kārikā-saptati); 3 quyển, Bồ-đề Lưu-chi dịch, Nghĩa Tịnh cũng dịch một bản;
8. Giải thâm mật kinh chú (sa. ārya-saṃdhinirmocana-bhāṣya), chỉ còn bản Tạng ngữ;
9. Hiện quán trang nghiêm luận tụng (sa. abhisamayā-laṅkāra-nāmaprajñāpāramitā-upadeśa-śāstra [-kārikā] thường được viết ngắn là abhisamayālaṅkāra-śāstra), còn bản Phạn và Tạng ngữ;
10. Biện trung biên luận tụng (sa. madhyānta-vibhāga-kārikā), bản Hán và Tạng ngữ vẫn còn. Có hai bản dịch tại Trung Quốc, Huyền Trang dịch ra 3 quyển, Chân Đế dịch ra 2 quyển dưới tên Trung biên phân biệt luận;
11. Pháp pháp tính phân biệt luận (sa. dharma-dharmatā-vibhāga), chỉ còn bản Tạng ngữ.